# Hierarchische Bedingungserfüllung
Unter hierarchischer Bedingungserfüllung (im Englischen 'hierarchical constraint satisfaction (HCS)') wird in der Künstlichen Intelligenz ein Verfahren verstanden, mit dessen Hilfe im ersten Schritt eine oder mehrere spezielle Lösungen aus einer großen Zielmenge (von möglichen Lösungen) mittels initial allgemeiner Bedingungen oder Informationen eingegrenzt werden. Im nächsten und allen weiteren Schritten wird die jeweilige Ergebnismenge rekursiv dem gleichen Verfahren unterworfen, wobei aber die zu erfüllenden Bedingungen von 'allgemein' zu immer 'spezieller' wechseln. Das Ergebnis sind Lösungen, die in keinem der angewendeten Schritte 'ausgesiebt' wurden. 